# Valsugana Rugby Padova
Il Valsugana Rugby Padova, conosciuto semplicemente come Valsugana, è un club italiano di rugby a 15 fondato a Padova nel 1982.
Disputa i suoi incontri interni al centro sportivo di Altichiero, quartiere padovano dove il club ha sede legale, e i suoi colori sociali sono il bianco e il celeste; milita in Serie A, seconda divisione nazionale.

## Storia
Benché nato ufficialmente nel 1982, il club si formò di fatto un paio d'anni prima per iniziativa di un gruppo di appassionati tra cui i principali furono  Alfredo Andreaggi, Luciano Magosso, Gianni Morandin, il quale si mise successivamente in luce per la sua carriera arbitrale in ambito nazionale e internazionale, Leopoldino Pozzi, Valerio Noventa (primo storico presidente del club), che proposero il rugby nel quartiere periferico di Altichiero, a quel tempo in forte espansione. Il club fu inizialmente affiliato al CSI e fu chiamato Sacro Cuore dal nome della parrocchia nei cui campi si giocava.
Nel 1982 fu messo a disposizione del club un terreno comunale nello stesso quartiere; contestualmente al trasferimento nella nuova sede giunse il cambiamento di nome in Valsugana Rugby Padova e l'affiliazione alla F.I.R..
Verso la metà degli anni ottanta venne formata la prima rappresentativa juniores, mentre nel 2000 prese il via il progetto del minirugby, che divenne il settore trainante del club. Per un quarto di secolo la squadra maggiore navigò in serie C e nel frattempo furono sviluppate le giovanili; il primo salto di categoria avvenne nel 2004 con la promozione in serie B, nel 2007 nacque la sezione femminile e in seguito arrivarono i titoli nazionali per gli Under 15 e gli Under 16.
Dopo un'altalena tra serie B e C, nel 2013 il Valsugana fu promosso in serie A, il suo massimo traguardo sportivo fino ad allora.
Al termine della stagione 2017-18 il Valsugana ottenne la prima storica promozione in Eccellenza, massima divisione dei campionati italiani di rugby a 15 maschile, categoria tuttavia mantenuta per una sola stagione, terminata con la retrocessione dopo l'ultimo posto in classifica con solo tre vittorie; da allora la squadra milita stabilmente in serie A, nel cui girone promozione 2021-22 è giunta terza.

## Cronologia
| Cronistoria del Valsugana Rugby Padova |
| --- |
| - 1982 · Fondazione del Valsugana Rugby Padova - 1982-83 · Serie C - 1983-84 · Serie C - 1984-85 · Serie C - 1985-86 · Serie C - 1986-87 · Serie C - 1987-88 · Serie C - 1988-89 · Serie C - 1989-90 · Serie C - 1990-91 · Serie C - 1991-92 · Serie C - 1992-93 · Serie C - 1993-04 · Serie C - 1994-95 · Serie C - 1995-96 · Serie C - 1996-97 · Serie C - 1997-98 · Serie C - 1998-99 · Serie C - 1999-2000 · Serie C - 2000-01 · Serie C - 2001-02 · Serie C - 2002-03 · Serie C - 2003-04 · Serie C (promozione in serie B) - 2004-05 · 12º girone C serie B (retrocessione in serie C) - 2005-06 · Serie C - 2006-07 · Serie C (promozione in serie B) - 2007-08 · 7º girone C serie B - 2008-09 · 11º girone C serie B (retrocessione in serie C) (ripescaggio in serie B) - 2009-10 · 11º girone C serie B (retrocessione in serie C) - 2010-11 · Serie C (promozione in serie B) - 2011-12 · 8º girone C serie B - 2012-13 · 1º girone C serie B (promozione in serie A2) - 2013-14 · 3ª serie A2 (assegnazione alla serie A) - 2014-15 · 2º girone C serie A 3ª pool promozione 2 - 2015-16 · 5º girone C serie A 1ª pool retrocessione 2 - 2016-17 · 1º girone C serie A 1ª pool promozione 2 sconf. semifinali promozione - 2017-18 · 1º girone C serie A (promozione in TOP12) - 2018-2019 · 12º TOP12 (retrocessione in serie A) - 2019-2020 · n/a - 2020-2021 · n/a - 2021-2022 · 1º girone B serie A 3º girone promozione - 2021-2022 · serie A, triangolare finale contro CUS Torino e Unione Capitolina - Serie A 2023-24 (rugby a 15) serie A, sesto posto in classifica regolare - Serie A2 2024-25 (stagione corrente) (rugby a 15) vincitrice del girone 3 Interregionale |

## Impianto di gioco
L'impianto, un gruppo di campi di proprietà comunale prossimi al Brenta, si trova in zona Altichiero, zona urbana nord-occidentale di Padova adiacente alla SS 47 della Valsugana, da cui il nome della squadra.
Il terreno dove sorge l'impianto fu acquistato dal comune a inizio anni ottanta e dato in concessione al club nel 1982; su tale superficie sorge anche la sede sociale e la club house, oltre ai campi di gioco di tutte le squadre della società.